# Arnakija
Arnakija (makedonska: Арнакија) är en ort i Nordmakedonien. Den ligger i kommunen Saraj, i den centrala delen av landet, 12 kilometer väster om huvudstaden Skopjes centrum. Arnakija ligger 322 meter över havet och antalet invånare är 699.